# Paulo Sérgio Bento Brito
Paulo Sérgio Bento Brito (Estremoz, 19 februari 1968) is een trainer en coach van onder meer Heart of Midlothian. Zijn laatste club als trainer was Académica Coimbra. Hij kwam in zijn voetbalcarrière onder andere uit voor CF Belenenses, FC Paços de Ferreira, SC Salgueiros, Vitória Setúbal, CD Feirense, CD Santa Clara, Grenoble Foot 38, GD Estoril-Praia en SC Olhanense.